# Lasiopodomys brandtii
Lasiopodomys brandtii és una espècie de mamífer rosegador de la família dels cricètids. Viu a la Xina, Mongòlia i Rússia. S'alimenta de les parts vegetatives i subterrànies de les plantes. Els seus hàbitats naturals són les estepes, els boscos i els semideserts. És una espècie en risc mínim, és a dir, no sembla que hi hagi cap amenaça significativa per a la seva supervivència.
L'espècie fou anomenada en honor del zoòleg, botànic i metge alemany Johann Friedrich von Brandt.